# NK Iskrica Šaptinovci
NK Iskrica je nogometni klub iz Šaptinovaca u općini Đurđenovac nedaleko Našica u Osječko-baranjskoj županiji.
NK Iskrica je član Nogometnog središta Našice te Nogometnog saveza Osječko-baranjske županije. U klubu treniraju dvije kategorije: pioniri i seniori.
Klub je osnovan 1948. i dobio je ime po obližnjem potoku a među prvim je klubovima u Slavoniji koji ima reflektore na nogometnom igralištu. Klub je bio prvak 2. ŽNL NS Našice u sezonama 2014/15. i 2015/16., ali kroz kvalifikacije na uspijeva proći u 1. ŽNL.
Trenutačno se natječe u 2. ŽNL Našice.

## Uspjesi kluba
Prvaci 3. ŽNL Liga NS Našice 2007./08.
Prvaci 2. ŽNL Osječko-baranjske Našice 2015./16. i 2016./17.

## Vanjske poveznice
- http://www.nogos.info/  Arhivirana inačica izvorne stranice od 22. svibnja 2016. (Wayback Machine)